# Collada de la Roqueta
La Collada de la Roqueta és una collada dels contraforts nord-orientals del Massís del Canigó, a 2.082,1 metres d'altitud, en el límit dels termes comunals de Castell de Vernet i de Pi de Conflent, tots dos a la comarca del Conflent, de la Catalunya del Nord. Està situada al sud-est del terme comunal de Pi de Conflent i al sud-oest del de Castell de Vernet. És al costat sud del Pic de Donapà i al nord de la Creu de la Llipodera i del Pic de la Roqueta, també a prop al nord-oest del Pla Guillem.